# Куриное
Куриное — озеро в Узункольском районе Костанайской области Казахстана. Находится в 3 км к северо-востоку от села Федоровка.
По данным топографической съёмки 1944 года, площадь поверхности озера составляет 4,93 км². Наибольшая длина озера — 3,7 км, наибольшая ширина — 2 км. Длина береговой линии составляет 10,8 км, развитие береговой линии — 1,37. Озеро расположено на высоте 156 м над уровнем моря.